# Плодоовочева база
Плодоовочева база — місце для тривалого зберігання овочів і фруктів поблизу і всередині великих міст. На відміну від дрібнооптових складів торгових мереж, характерних для ринкової економіки, плодоовочеві бази були частиною державної системи постачання населення продовольством в умовах планового господарства.

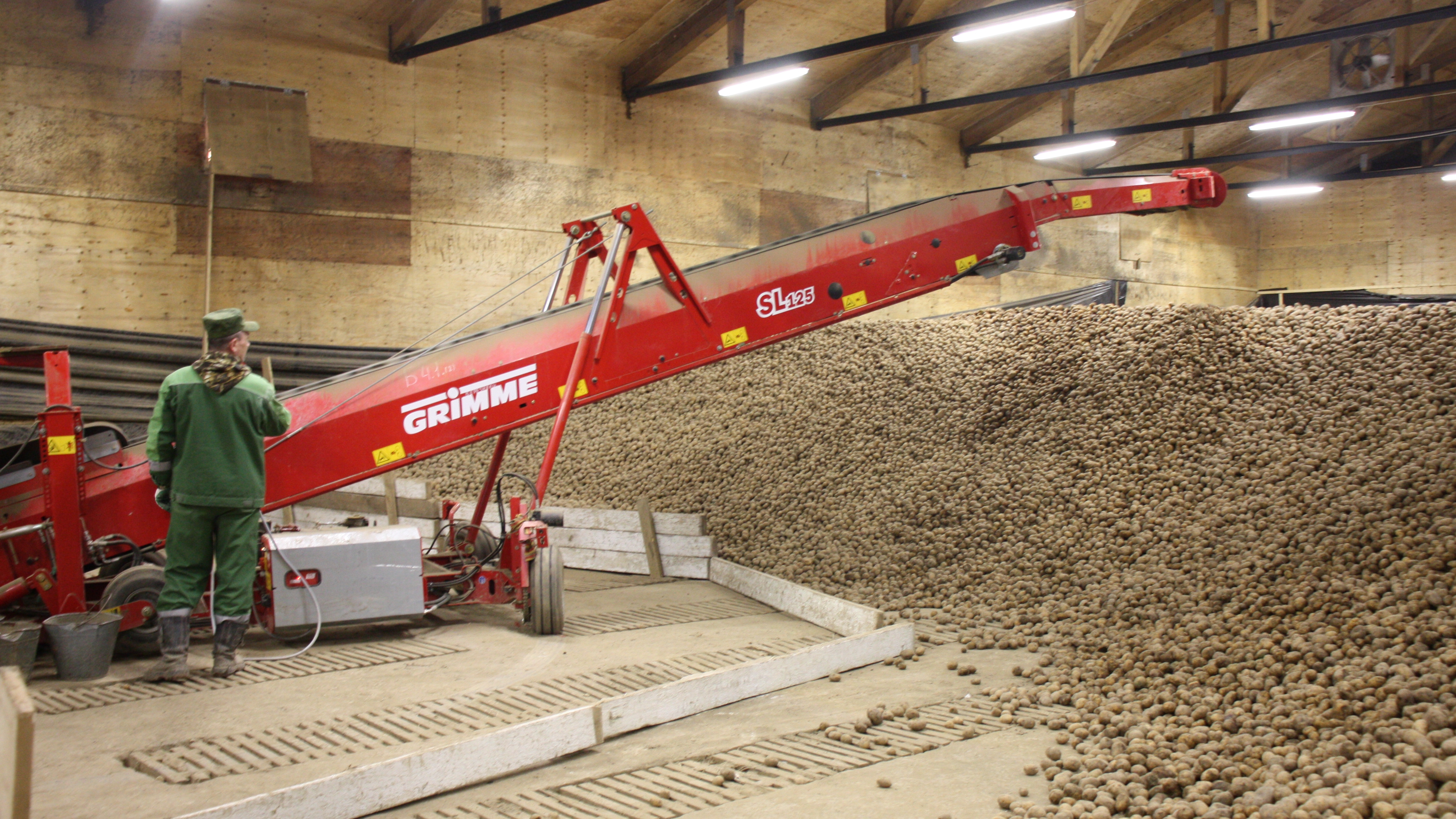
Сучасна овочева база на острові Сахалін

Ці промислові об'єкти були однією з найважливіших складових економіки соціалізму і були також елементом цивільної оборони. Бази розташовувалися поблизу великих міст і в разі війни і порушення роботи транспорту (особливо далеких перевезень по залізниці) мали запас продовольства, який можна було розподіляти серед міського населення і військовослужбовців у надзвичайній ситуації. В умовах мирного часу бази забезпечували сезонне зберігання овочів і фруктів на промисловій основі.